# Olas del Danubio
"Olas del Danubio" (en rumano: Valurile Dunării; en serbio: Дунавски валови/Dunavski valovi; en alemán: Donauwellen; en francés: Flots du Danube; en ruso: Дунайские волны, en húngaro: A Duna hullámain) es un vals compuesto por Ion Ivanovici en 1880, y es una de las melodías rumanas más famosas del mundo. La canción tiene muchas variaciones a lo largo de la pieza, que recuerda a la música de Johann Strauss. A través de las variaciones de estilo vienés, todavía hay un estilo eslavo distinto. En los Estados Unidos, se le conoce con frecuencia como "The Anniversary Song", un título dado por Al Jolson cuando él y Saul Chaplin lanzaron una adaptación de la canción en 1946.

## Historia
Las "Olas del Danubio" se publicaron por primera vez en Bucarest en 1880. Fue dedicada a Emma Gebauer, la esposa del editor de música Constantin Gebauer. El compositor Émile Waldteufel realizó una orquestación de la pieza en 1886, que se realizó por primera vez en la Exposición de París de 1889, y conmovió al público.
La pieza de Ivanovici fue publicada en los Estados Unidos en 1896 y republicada en 1903 por Theodore Lohr Company en un arreglo para piano de Simon Adler. La versión publicada se llamaba "Olas del Danubio". La composición también se conoce como "Danube Waves Waltz".